# Diego Uriarte
Pour les articles homonymes, voir Uriarte.
Uriarte  Belzunegi est un nom espagnol. Le premier nom de famille, en général paternel, est Uriarte ; le second, en général maternel, souvent omis, est Belzunegi.
Diego Uriarte Belzunegi, né le 26 octobre 2001 à Barañáin, est un coureur cycliste espagnol.

## Biographie
Diego Uriarte est originaire de Barañáin, une commune située en Navarre. Très tôt intéressé par ce sport, il commence le cyclisme vers l'âge de dix ans au Club Ciclista Ermitagaña, situé à Pampelune,. Il suit ensuite le cursus de l'Asociación Deportiva Galibier en intégrant l'équipe Lizarte, réserve de la formation Kern Pharma. 
En 2022, il s'impose sur une course du circuit basco-navarrais. Il réalise également une bonne saison 2023 en remportant le Tour de Madrid Espoirs ainsi que le prologue du Tour de Galice. La même année, il s'impose sur le Gran Premio Primavera de Ontur, une manche de la Coupe d'Espagne amateurs. Il est par ailleurs sélectionné en équipe d'Espagne espoirs. Sous les couleurs de son pays, il participe aux championnats d'Europe espoirs et à l'Orlen Nations Grand Prix, où il se classe dix-neuvième du classement général
Uriarte passe finalement professionnel en 2024 au sein de la structure Kern Pharma, après avoir suivi l'intégralité de son cursus espoir au sein de sa réserve. Son premier contrat s'étend sur deux saisons. Il reprend la compétition en janvier lors des épreuves du Challenge de Majorque. Sur le Trofeo Palma, il fait partie de l'échappée du jour. On le retrouve aussi à l'avant de la course sur la deuxième étape du Gran Camiño, au mois de février.

## Palmarès
- 2020
  - 3e du championnat de Navarre du contre-la-montre
- 2021
  - 2e du championnat de Navarre du contre-la-montre
  - 3e du Trofeo San José
- 2022
  - San Juan Sari Nagusia
  - 2e du Trofeo Iturmendi
- 2023
  - 1re étape du Tour d'Estrémadure (contre-la-montre par équipes)
  - Gran Premio Primavera de Ontur
  - Trophée Robert Innova
  - Tour de Madrid Espoirs :
    - Classement général
    - 5e étape

  - Prologue du Tour de Galice
  - 2e du Mémorial Etxaniz
- 2025
  - 4e étape du Tour d'Andalousie